# هلاك الذئب لألفريد دي فينيي
هلاك الذئب (بالفرنسية: La Mort du loup)‏ حكاية خرافية عبارة عن أبيات شعر فلسفية على وزن البيت الإسكندري، للشاعر الفرنسي ألفريد دي فينيي، نُشر الكتاب عام 1843 في مجلة العالَميْن الأدبية. وفي عام 1864 تم نشر الإصدار الأخير الذي صاغه المؤلف قبل وفاته بعام، بواسطة دار النشر «الأخوين ميشيل ليفي» في مجموعة بعنوان المصائر.

## وصلات خارجية
- الكتاب على ويكي مصدر بالفرنسية: النسخة المنشورة في عام 1843 و النسخة المنشورة في عام 1864.
- الترجمة الإنجليزية للكتاب